# Condado de Tilly
El condado de Tilly es un título nobiliario español de carácter hereditario concedido por Carlos IV de España el 12 de agosto de 1790 y real despacho del 3 de octubre de 1790, a Rudesindo Everardo de Tilly y García de Paredes, coronel de Infantería, teniente general de Artillería, caballero comendador de la Orden de Santiago (1756) y gentilhombre de cámara del rey. 

## Condes de Tilly
|                        | Titular                                         | Periodo                |
| Creación por Carlos IV | Creación por Carlos IV                          | Creación por Carlos IV |
| ---------------------- | ----------------------------------------------- | ---------------------- |
| I                      | Rudesindo Everardo de Tilly y García de Paredes | 1790-1793              |
| II                     | Josefa Tilly y Montaner                         | 1793-1815              |
| III                    | Miguel de Arizcun y Tilly                       | 1817-1878              |
| IV                     | María de las Angustias de Arizcun y Heredia     | 1878-1889              |
| V                      | Alfonso de Martos y Arizcun                     | 1889-1928              |
| VI                     | Luis Martos y Zabálburu                         | 1928-1972              |
| VII                    | María de las Angustias Martos y Aguirre         | 1972-1999              |
| VIII                   | Alfonso Martos y Zabalburu                      | 1999-actual titular    |

## Historia de los condes de Tilly
- Rudesindo Everardo de Tilly y García de Paredes (Villalba del Alcor, 15 de marzo de 1722-Madrid, 19 de enero de 1793), I conde de Tilly.[2] Fue vocal fundador de la Junta Suprema de Sevilla.[3][4][5]  Era hijo de Francisco Everardo de Tilly, coronel de infantería, y de Catalina García de Paredes.[2]

Casó, en mayo de 1776, con Eduarda Manuela Montaner Ramírez de Arellano. En 22 de marzo de 1793 sucedió su hija:
- Josefa Tilly y Montaner (1780-1815), II condesa de Tilly.[1]

Casó con Miguel Francisco de Arizcun y Pineda. En 18 de enero de 1817 sucedió:
- Miguel de Arizcun y Tilly (9 de marzo de 1800-12 de mayo de 1878) III conde de Tilly, V marqués de Iturbieta y senador vitalicio.[7]

Casó, el 24 de abril de 1823, con Narcisa Heredia-Spínola y Cerviño, hija de Narciso Heredia Begines de los Ríos, II conde de Heredia-Spínola, y de su primera esposa, María de la Soledad Cerviño y Pontejos.  En 1878, sucedió su hija:
- María de las Angustias de Arizcun y Heredia (Granada, 8 de noviembre de 1826-9 de agosto de 1896), IV condesa de Tilly[1][10] III condesa de Heredia-Spínola, grande de España,[8] y VI marquesa de Iturbieta.[11][12][13] Fue dama de honor de las reinas Isabel II, María de las Mercedes y María Cristina, así como dama noble de la Orden de María Luisa y de la Orden de Santa Isabel de Portugal.[12]

Casó, el 19 de julio de 1852, con Luis Martos y Potestad (1825-1892), teniente coronel de infantería, diputado a Cortes por Tudela, alcalde y gobernador civil de Madrid, gran cruz de Carlos III. En 1889 sucedió, por cesión, su hijo:
- Alfonso de Martos y Arizcun (Madrid, 24 de julio de 1871-El Plantío, 20 de marzo de 1954), V conde de Tilly,[1][14] X marqués de Fuentes,[15] VII marqués de Iturbieta, marqués de Valcerrada, VI marqués de Casa Tilly,  IV conde de Heredia-Spínola, grande de España,[16] VII vizconde de Ugena.[17]  Fue político, miembro del Partido Conservador, diputado a Cortes por Murcia (1903-1905), senador vitalicio a partir de 1906 y concejal del ayuntamiento de Madrid, así como gentilhombre de cámara del rey Alfonso XIII, caballero de la Orden de Calatrava, gran cruz de Carlos III y de San Gregorio Magno.

Contrajo matrimonio, en 31 de mayo de 1900, con Carmen de Zabálburu y Mazarredo, hija de Francisco Zabálburu y Besabe, senador vitalicio, y de María del Pilar de Mazarredo y Tamarit. En 10 de febrero de 1928 sucedió, por cesión, su hijo:
- Luis Martos y Zabálburu (m. 10 de diciembre de 1976), VI conde de Tilly[18][1] y V conde de Heredia-Spínola.[16]

Casó, en febrero de 1928, con Pilar Aguirre y Olábarri (m. 17 de enero de 1998). En 6 de octubre de 1972 sucedió, por cesión, su hija:
- María de las Angustias Martos y Aguirre (n. Bilbao, 28 de marzo de 1950), VII condesa de Tilly,[19] VI condesa de Heredia-Spínola, grande de España[16] y VI condesa de Vega Florida.[19]

Casó, el 14 de julio de 1972, con José Carlos Rodríguez San Pedro y Márquez (n. en 1946), III conde de Rodríguez San Pedro. Padres de Jaime Rodríguez San Pedro y Martos n. Madrid, 27 de julio de 1974), VII conde de Vega Florida, Beltrán Rodríguez San Pedro y Martos (n. Madrid, 29 de julio de 1976) y de su primogénito a quien cedió el título y la sucedió en 1999:
- Carlos Rodríguez San Pedro y Martos (n. Madrid, 9 de abril de 1973),  VIII conde de Tilly.[1]